# Alberto I de Genebra
Alberto I de Genebra (960 - †1001), quinto Conde de Genebra entre 974 e 1001, é neto de Conrado I de Genebra e de Gilda.
Casa-se com Eldegarde en 990 de quem tem Geraldo I de Genebra